# الحمامي (بني العوام)

تعديل مصدري - تعديل

الحمامي هي إحدى قرى عزلة بني العوام بمديرية بني العوام التابعة لمحافظة حجة، بلغ تعداد سكانها 376 نسمة حسب تعداد اليمن لعام 2004.